# Muzeum w Łowiczu
Muzeum w Łowiczu – muzeum przybliżające historię Ziemi Łowickiej oraz kulturę Księżaków, mieszczące się pod adresem Stary Rynek 5/7 w Łowiczu.

## Budynek Muzeum
Budowę budynku z przeznaczeniem na seminarium duchowne Księży Misjonarzy ufundował arcybiskup Michał Radziejowski. Rozpoczęła się ona w 1689 według projektu architekta królewskiego - Tylmana z Gameren. Seminarium zostało erygowane przez arcybiskupa w 1700, ale prace architektoniczne trwały do 1730. Po przeniesieniu seminarium do Warszawy w 1820 budynek był w użytkowaniu Szkoły Wydziałowej prowadzonej przez księży pijarów oraz Szkoły Nauczycieli Elementarnych.
W późniejszych czasach gmach spełniał różne funkcje (więzienie dla powstańców polskich, cerkiew prawosławna, Szkoła Realna).
W latach II wojny światowej budynek został bardzo poważnie uszkodzony. Ocalało tylko jedno skrzydło, mieszczące kaplicę św. Karola Boromeusza z freskami Michała Anioła Palloniego. Odbudowę trzech skrzydeł gmachu przeprowadzono w okresie 1950–1952. Muzeum ma tu swoją siedzibę od połowy lat pięćdziesiątych XX w. Do 1995 stanowiło oddział Muzeum Narodowego w Warszawie. Obecnie jest podporządkowane Starostwu Powiatowemu w Łowiczu.
Na elewacji umieszczono tablicę upamiętniające znane osoby, które kształciły się w gmachu muzeum:

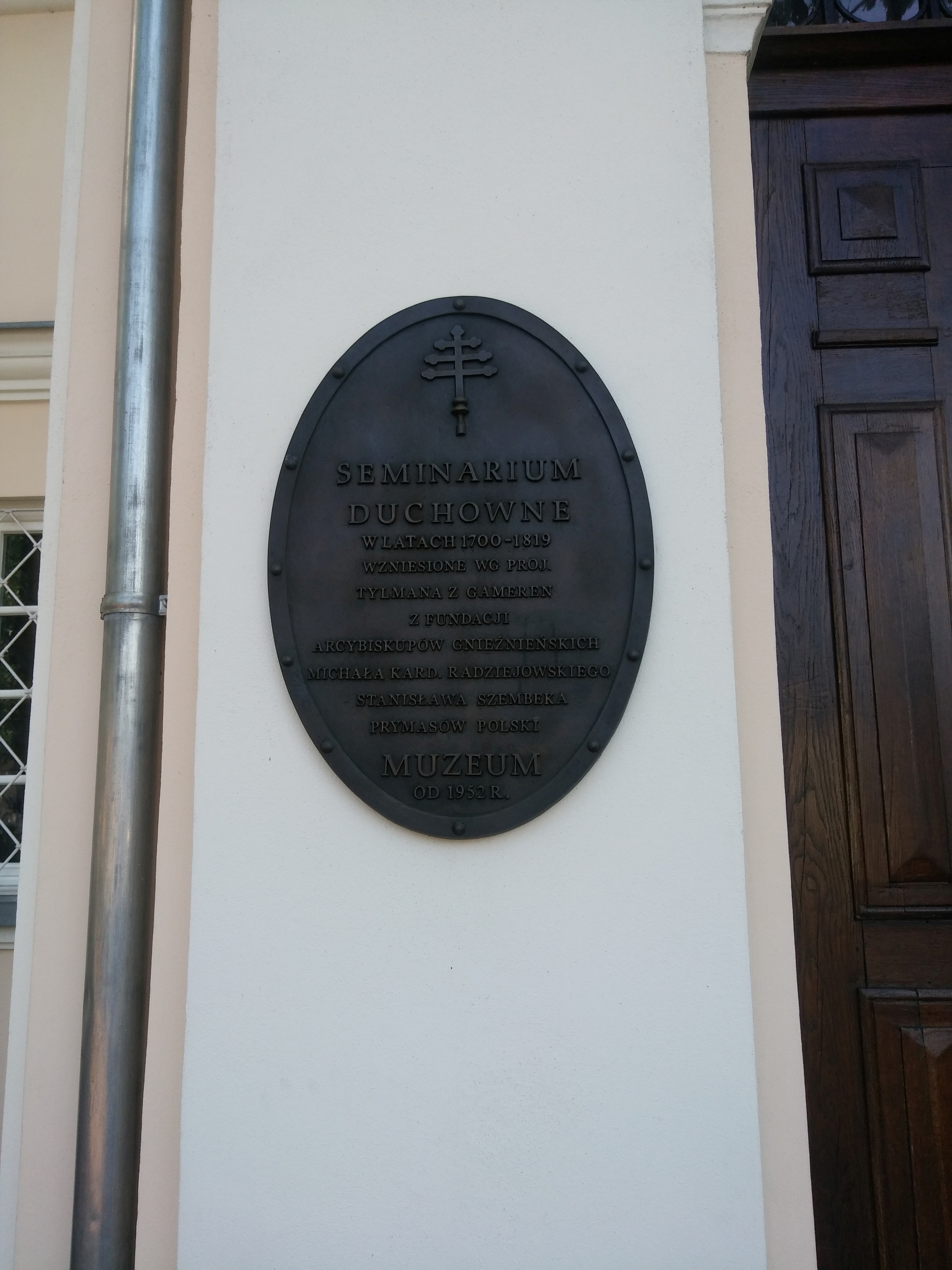
Muzeum w Łowiczu

- Muzeum w ŁowiczuMuzeum w ŁowiczuJózef Chełmoński (okres nauki: 1862–1865)

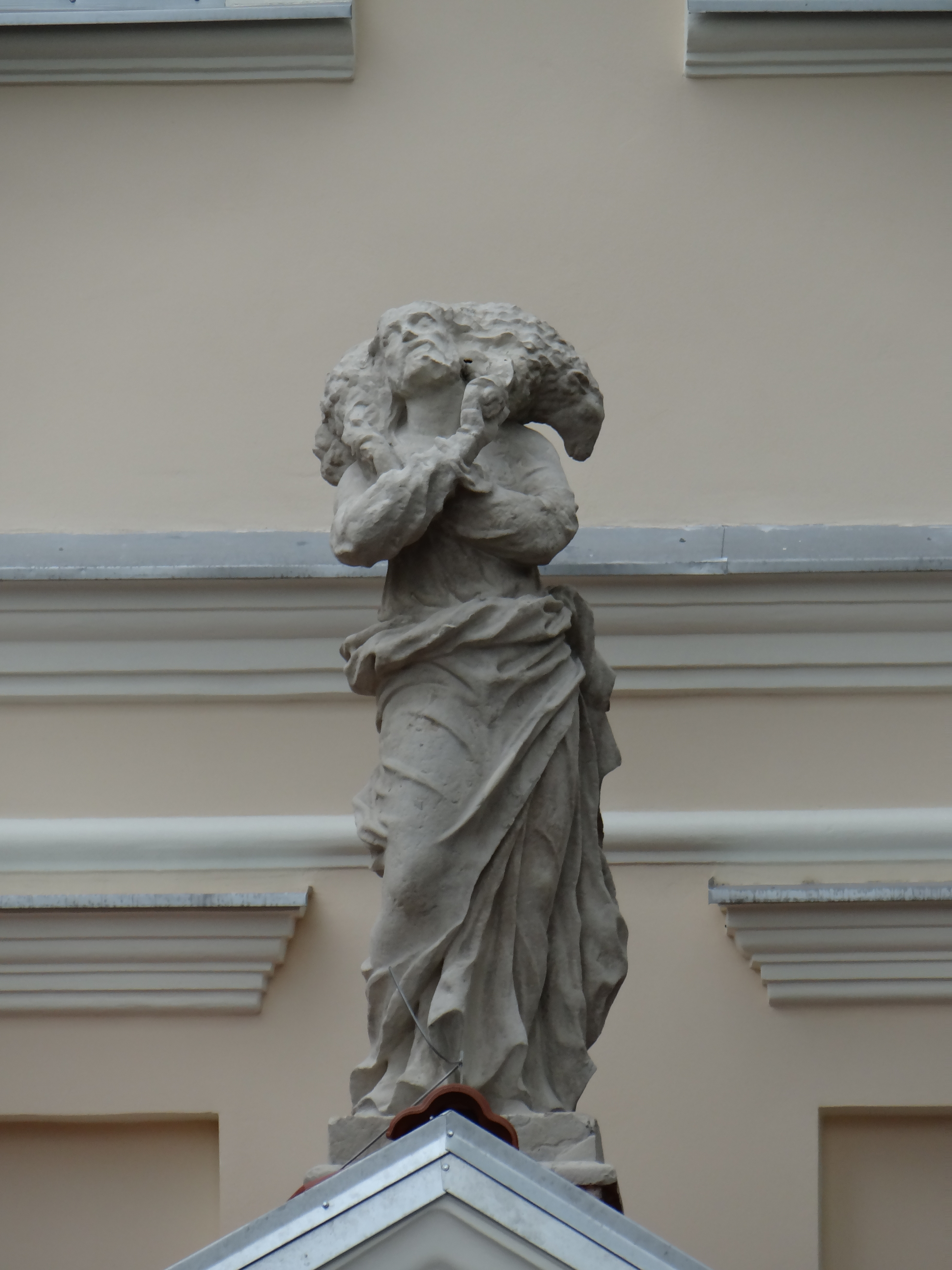
Muzeum w Łowiczu

- Stanisław Noakowski (okres nauki: 1884–1886)

## Historia zbiorów muzealnych
Historia zbiorów muzealnych w Łowiczu jest związana z postacią społecznika i kolekcjonera Władysława Tarczyńskiego (1845–1918), który zebraną przez siebie kolekcję udostępnił publiczności w 1905 pod nazwą "Zbiory Starożytności".
W roku 1907 zbiory Władysława Tarczyńskiego po przeniesieniu z prywatnego mieszkania do pomieszczeń przekazanych przez Zarząd Straży Ogniowej Ochotniczej otrzymały nazwę "Muzeum Starożytności i Pamiątek Historycznych". Do wybuchu I wojny światowej posiadało ok. 3200 eksponatów historyczno-artystycznych oraz etnograficznych.
Po odzyskaniu niepodległości przez Polskę ocalałe częściowo zbiory zostały przekazane miastu. Od 1927 udostępnione zostały jako Muzeum Miejskie im. Władysława Tarczyńskiego.
Działalność Muzeum Miejskiego uzupełniało Muzeum Etnograficzne Polskiego Towarzystwa Krajoznawczego (funkcjonujące od 1910), powstałe w oparciu o zbiory miłośniczki i badaczki regionu oraz wybitnej działaczki społecznej, Anieli Chmielińskiej (1868–1936).
Do wybuchu II wojny światowej kolekcje Muzeum Miejskiego i Muzeum Etnograficznego udostępniano publiczności w budynku przy Starym Rynku 16. W okresie II wojny światowej odnotowano kolejne straty w kolekcjach muzealnych. 
Po wojnie zbiory obu muzeów zostały przejęte przez Muzeum Narodowe w Warszawie. W roku 1948 utworzono Oddział Muzeum Narodowego w Warszawie (w tej formie muzeum funkcjonowało do 1995).
W czerwcu 2019 ekspozycję muzealną zwiedzał japoński książę Akishino z małżonką, księżną Kiko.

## Zbiory muzealne
W obecnych czasach kolekcję stanowi kilkanaście tysięcy obiektów. Ponad połowę stanowią eksponaty etnograficzne z terenu Księstwa łowickiego. 
Wystawa etnograficzna prezentuje różne aspekty kultury ludowej mieszkańców okolic Łowicza, zwanych Księżakami Łowickimi. Znajdują się tu między innymi:
- modele i zdjęcia dotyczące architektury regionu,
- narzędzia rolnicze (brony, radła, pługi, cepy, kopaczki, sierpy),
- wyroby rzemiosła,
- kolekcja pasiastych ludowych strojów łowickich,
- elementy dekoracyjne izb księżackich (wycinanki: tradycyjne „kodry’, „gwiozdy” i tasiemki, oraz inne formy dekoracyjne:  pająki, bukiety papierowe i wełniane, wydmuszki zdobione papierem).

Do działu etnograficznego należy również funkcjonujący przy muzeum skansen w Maurzycach, który tworzą: chałupa z 2 poł. XVIII w. wraz z budynkami gospodarczymi (obora, lamus) i tzw. okólnik, czyli zagroda zamknięta z XIX w. Ekspozycję uzupełniają sprzęty i narzędzia rolnicze oraz pojazdy używane w gospodarstwie wiejskim.